# Симеон Вретања
Симеон Вретања (fl. око 1600 — ум. 1630) био је (почевши од 1609. године) српски православни епископ у Вретанијској епархији Српске патријаршије, која је обухватала тадашње хабзбуршке дијелове Хрватске, горње Славоније и западне Угарске. Да би сачувао епархију, морао се формално потчинити Ватикану, што је учинио приликом посјете Риму (1611) када је добио задатак да православне Србе у хабзбуршким дијеловима Хрватске, Славоније и Угарске преведе на гркокатолицизам. Међутим, овај налог није спроводио у дјело, тако да је његова "унија" остала на ријечима, што му је током познијих година замјерано у римокатоличким круговима, који су сазнали да је епископ Симеон наставио да одржава непрекинуте везе са својом матичном Српском патријаршијом у Пећи.

## Православни епископ
Различита су мишљења о времену и околностима оснивања српске православне епархије у хабзбуршким дијеловима Хрватске и Славоније; према Јану Чапловичу (1780—1847), основана је 1578. године и први епископ је био митрополит Гаврило у коме је Симеон одређен као архимандрит у Марчи. Постоји извјештај у коме Симеон (лат. episcopus nationis Serbicae) око 1600. и други православни свештеници, с много људи, Срба, познатих и као „Раци”, пребјегли у аустријске територије, а одсјели у манастиру Марча. На Видовдан (28. јун) 1609, Симеона је патријарх српски Јован именовао за епископа православних Срба у Хабзбуршкој монархији. Симеон је имао јурисдикцију над Србима који су настањивали простор који је данас дио територије Хрватске. Према Алекси Ивићу, ово именовање је означило успостављање Вретанијске епархије.

## Привидно превјеравање
Под снажним притиском хрватских римокатоличких свештеника и државних званичника да призна папску надлежност и преобрати становништво његове епархије у гркокатоличанство, Симеон посјећује папу 1611. и признаје његову надлежност, вјероватно у духу Фирентинске уније. Признао је католицизам пред Робертом Белармином. Најјачи утицај на његову одлуку имао је Мартин Добровић, који га је убиједио да призна папску надлежност и прихвати гркокатолицизам. У новембру 1611. папа је именовао Симеона за епископа Славоније, Хрватске и Угарске, док је у ствари његова надлежност била ограничена на православно становништво Славоније и Хрватске. Папа је додијелио све бивше посједе католичког манастира Свих Светих манастиру Марча. Марча је 21. новембра 1611. године именована за сједиште епархије Гркокатоличке цркве. Процјењује се да је 1611. имала око 60.000 припадника. Симеон је наставио користити словенски језик, православни црквени обред, јулијански календар, није раскинуо везе с Пећком патријаршијом, нити је постао викар католичке Загребачке бискупије. Само дио братства манастира Марча и локалних православних Срба прешао је с њим на унијатство. Када је српски патријарх примио вијест да је Симеон прихватио унију с Католичком црквом, свргнуо га је с позиције 1628. године. Симеон је умро 1630. године.

## Титуле
- Патријарх српски Јован је Симеона 1609. именовао за „владику западних страна”.[14]
- Симеон се потписивао као „епископ Рашана” (лат. Simeon Vratanya, rascianorum episсорus).[14] Потписао се тако 15. јануара 1615.[15]